# Howard Ashman
Howard Ashman (Baltimore, 17 de maio de 1950 – Nova Iorque, 14 de março de 1991) foi um dramaturgo e compositor americano.

## Biografia
Ashman primeiro estudou na Universidade de Boston e Goddard College (com uma paragem na Tufts University's Summer Theater) e depois passou a realizar o seu mestrado na Universidade de Indiana 1974. Ele colaborou com Alan Menken em vários filmes, especialmente animações da Disney, Ashman escrevendo as letras para músicas que Menken compunha.
Ashman Elliott Howard Ashman nasceu em uma família judia, em Baltimore, Maryland, e foi o diretor artístico do WPA Theater em Nova Iorque. Sua peça,The Confirmation (A Confirmação), foi produzida em 1979 no teatro de Princeton McCarter e estrelou Herschel Bernardi. Seu primeiro trabalho com Alan Menken foi em 1979 em um musical adaptado de God Bless You, Mr. Rosewater, de  Kurt Vonnegut. Também colaborou em Pequena Loja de Horrores sendo diretor, lírico, e libretista.
Ashman foi diretor, lírico e dramaturgo do musical da Broadway de 1986 Broadway, Smile (música de Marvin Hamlisch). Também em 1986, Ashman escreveu o roteiro para o filme dirigido por Frank Oz da adaptação do seu musical, Pequena Loja de Horrores, bem como contribuir para a letra duas músicas novas, "Some Fun Now" e "Mean Green Mother From Outer Space", o último dos quais foi nomeado para um Oscar. Juntamente com Menken, Ashman foi o co-receptor de dois Grammy Awards, dois Golden Globes e dois Oscars. Seu segundo Oscar postumamente, em 1992, foi premiado na categoria de Melhor Canção e foi aceite pelo seu parceiro, Bill Lauch.
Ele morreu devido a complicações causadas por infecção do vírus HIV aos 40 anos, em Nova Iorque (algumas fontes dizem Los Angeles, Califórnia), durante a realização de ambos A Bela e a Fera e Aladdin. Ashman e Menken tinham acabado as canções de Bela e a Fera e 11 canções destinadas a Aladdin, embora apenas três foram apresentadas na forma acabada no filme ("Arabian Nights", "Friend Like Me" e "Príncipe Ali"). Tim Rice foi trazido para terminar as canções de Aladdin com Menken.
Ele foi nomeado uma lenda da Disney (Disney Legend) postumamente, em 2001. O filme A Bela e a Fera foi dedicado a ele; "ao nosso amigo Howard, que deu à uma sereia sua voz e a uma fera sua alma. Seremos eternamente gratos. Howard Ashman 1950-1991"
Um álbum de Ashman cantando seu próprio trabalho intitulado "Howard Sings Ashman" foi lançado em 11 de novembro de 2008 pelo PS Clássicos como parte da Biblioteca do Congresso "Songwriter Series."
Está sepultado em Oheb Shalom Memorial Park, em Baltimore.

## Trabalhos mais conhecidos
- God Bless You, Mr. Rosewater (1979) (compositor, libretista e diretor)
- Little Shop of Horrors (1982) (lyricist, libretista  e diretor)
- Smile (1986) (compositor, libretista e diretor)
- Little Shop of Horrors (1986) (compositor e roteirista)
- Oliver e sua Turma (1988) (compositor de "Once Upon A Time In New York City")
- A Pequena Sereia (1989) (composito, co-produtor e escritor)
- Cartoon All-Stars to the Rescue (1990) (compositor de "Wonderful Way To Say No")
- A Bela e a Fera (1991) (compositor e produtor executivo)
- Aladdin (1992) (compositor)
- The Wild Thornberrys Movie (2002) (theme music composer James Horner)